# Moriska paviljongen
Moriska paviljongen (i folkmun kallad Moriskan) är en kulturbyggnad i Folkets park i Malmö. Parken hade köpts 1891 av socialdemokraterna och inom arbetarrörelsen ville man snart utöka inte bara sin politiska verksamhet utan även underhållningsutbudet. Därför fick 1901 den polsk-judiske arkitekten Aron Krenzisky i uppdrag att rita ett palats för olika nöjen mitt i parken. Med sina sju torn och influerad av sekelskiftets orientalism, är den unik i sitt slag i Sverige. Huset invigdes 17 augusti 1902, då under namnet Moriska Restaurationen.
På Moriska paviljongen har många framgångsrika krogshower spelats. Där har Helt Apropå, Galenskaparna och After Shave, After Dark, Triple & Touch, Stefan och Krister med flera uppträtt.
Efter att ha använts i många år, med en storhetstid på 1970-talet, behövde paviljongen till sist renoveras. Från och med början av 2011 genomgick Moriska paviljongen därför en omfattande renovering. Den 16 juni 2011 öppnade paviljongen på nytt.

## Bilder

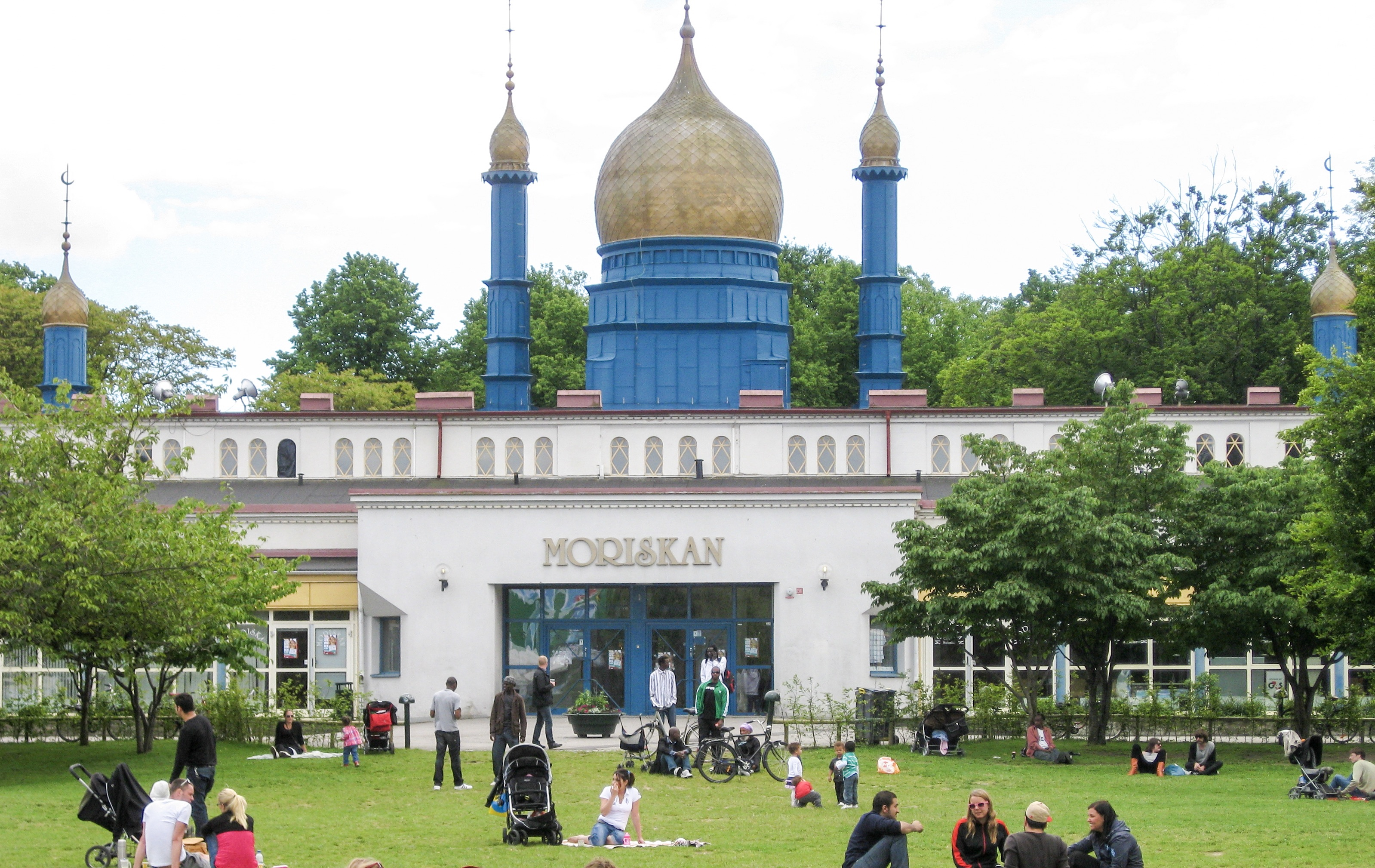
Moriska paviljongens framsida (2010)
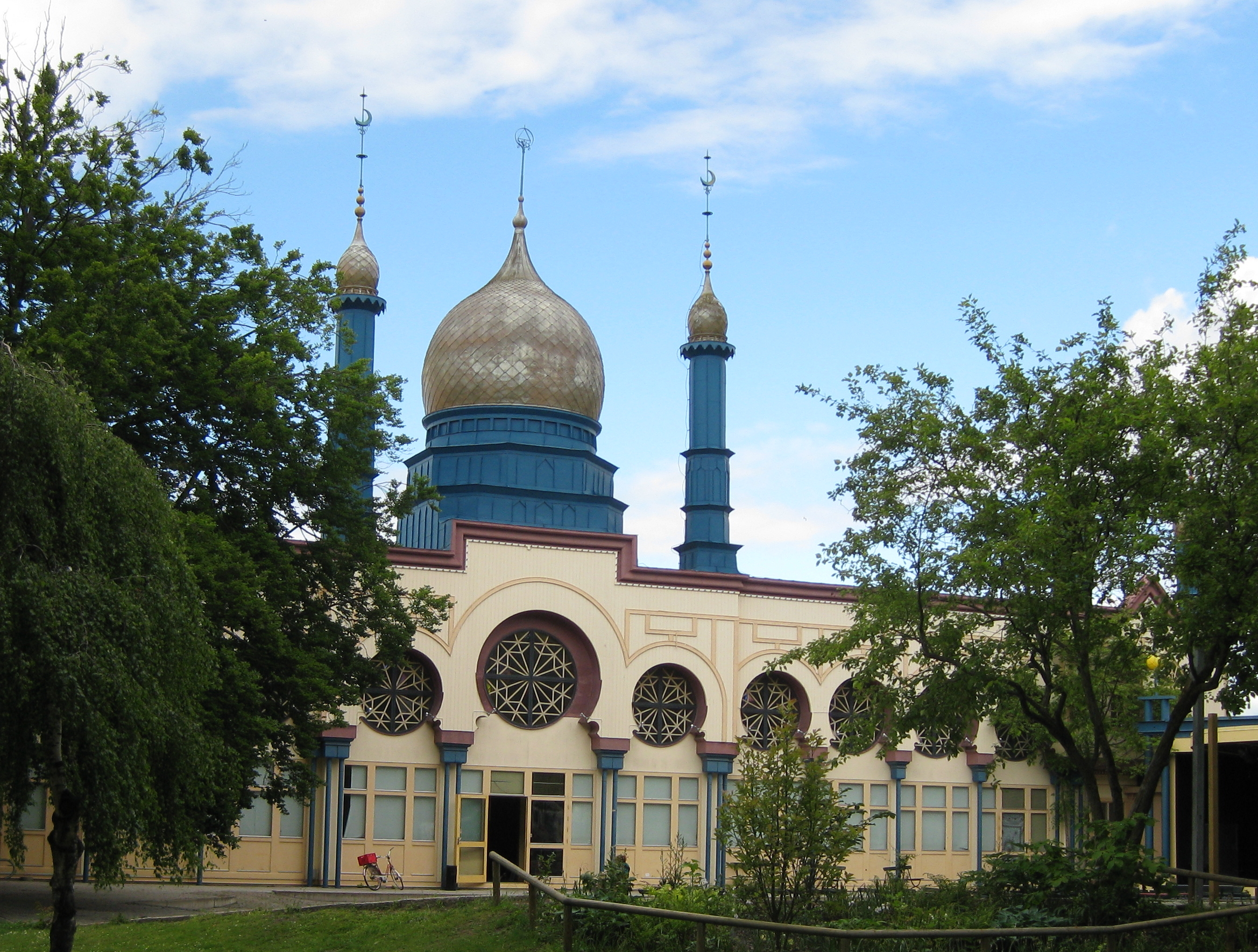
Moriska paviljongens baksida (2010)
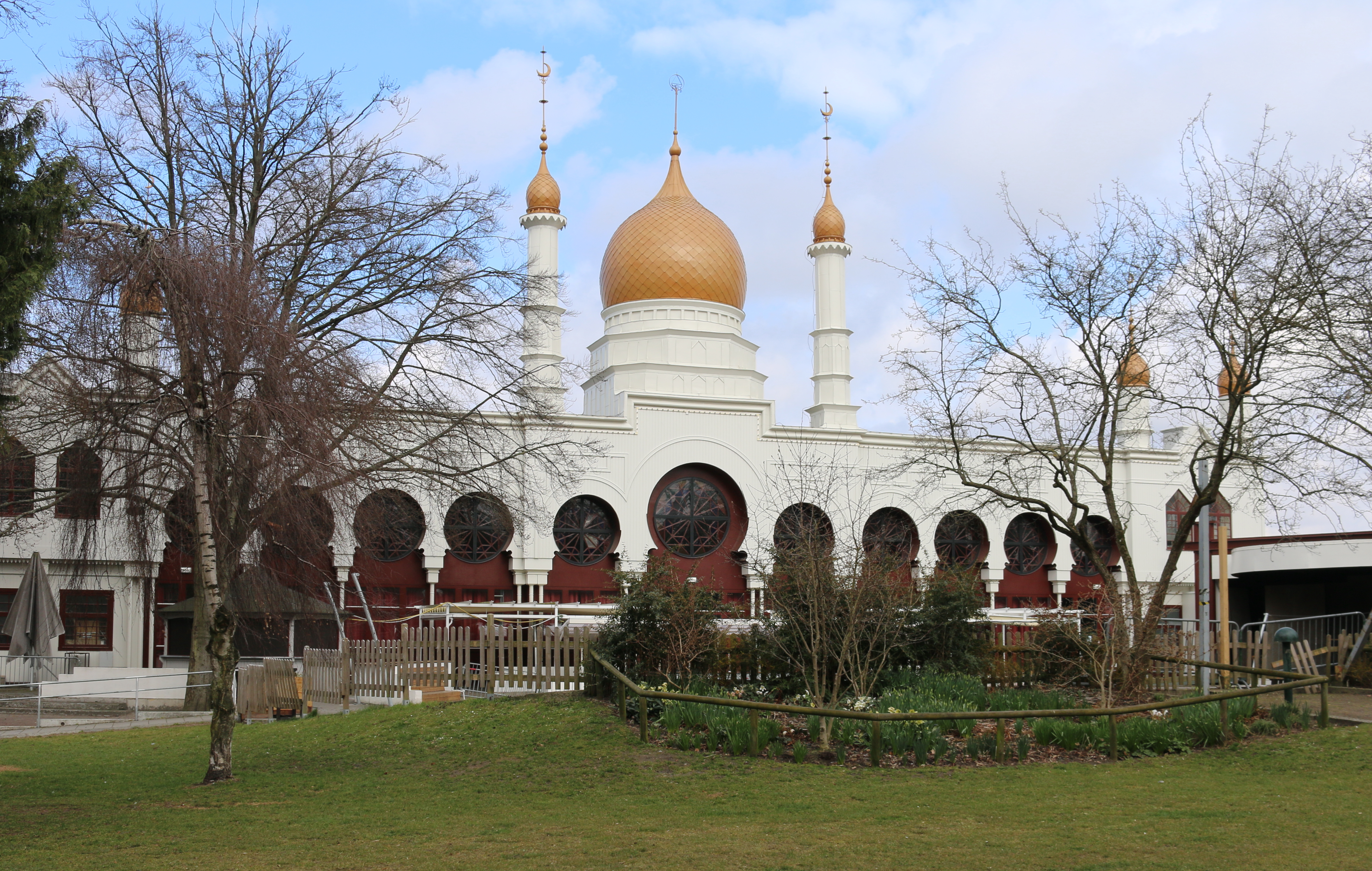
Moriska paviljongens baksida (2015)
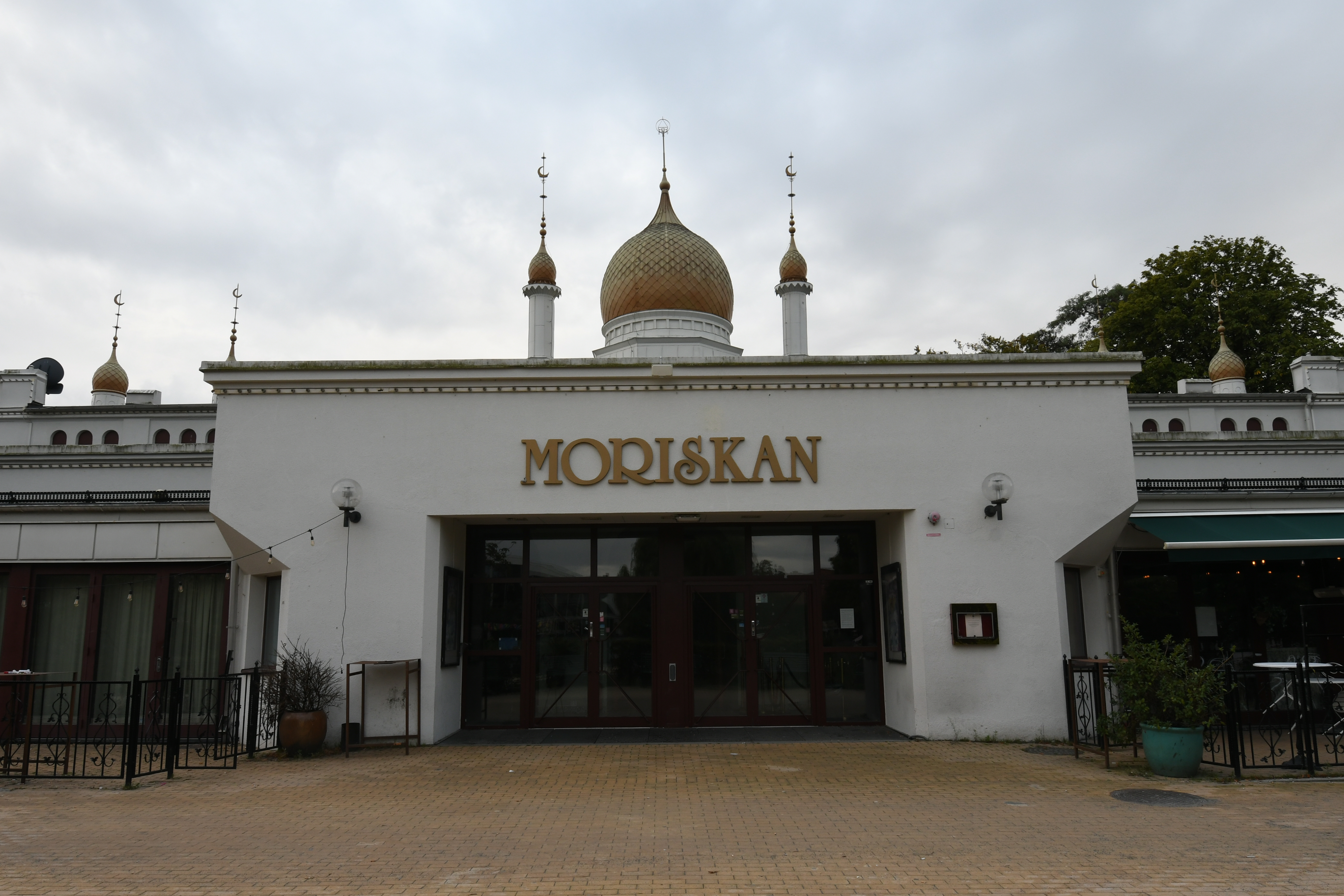
Moriska paviljongens framsida (2019)